# Schloss Rudelstadt

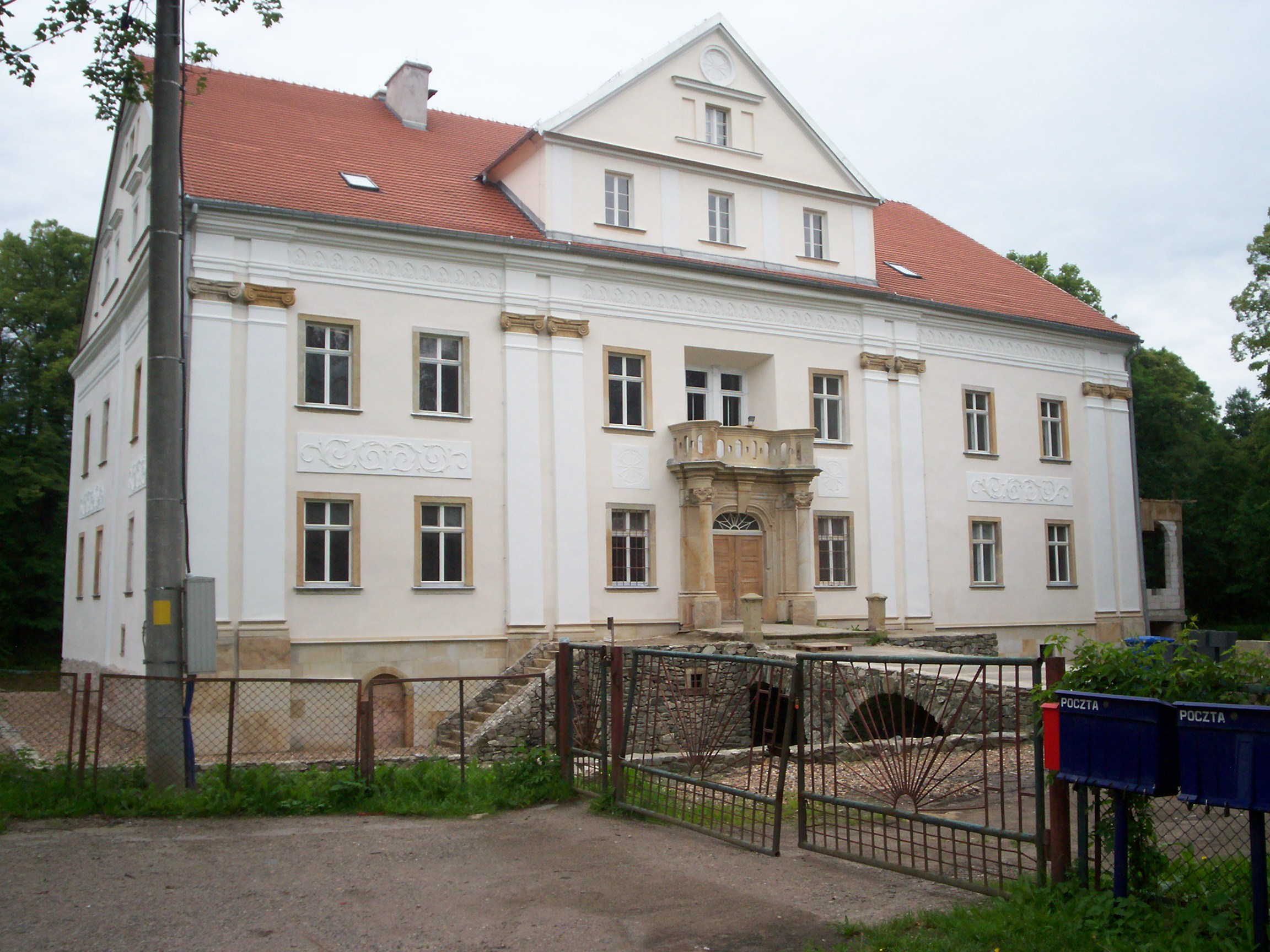
Schloss Rudelstadt

Schloss Rudelstadt (polnisch Pałac w Ciechanowicach) ist ein Schloss in Ciechanowice (Rudelstadt), in der Landgemeinde Marciszów im Powiat Kamiennogórski der Woiwodschaft Niederschlesien in Polen.

## Geschichte
Spätestens ab dem 15. Jahrhundert bestand im Ort ein Rittersitz. Ab Ende dieses Jahrhunderts war der Ort in Besitz derer von Reichenbach, die in der zweiten Hälfte des 16. Jahrhunderts ein Festes Haus mit einem umgebenden Wassergraben errichten ließen. Nach 1596 war das Herrenhaus in Besitz der von Polsnitz, genannt „von Dachs“. Im Jahr 1637 wurde das Schloss an Hanns Christoph von Schweinitz verkauft. Ab 1732 wurde das Herrenhaus barock erweitert, wie eine zeitgenössische Ansicht von Friedrich Bernhard Werner zeugt. Aus der barocken Überformung des Herrenhauses stammt das Balkonportal und das Treppenhaus.
Im Zusammenhang mit der Schlacht von Landeshut 1760 wurde das Schloss verwüstet. Ab 1763 war Karl Ferdinand Sigismund von Seherr-Thoss Eigentümer, als der Ort als „Rudelstadt“ von Friedrich II. zur Stadt erhoben worden war.

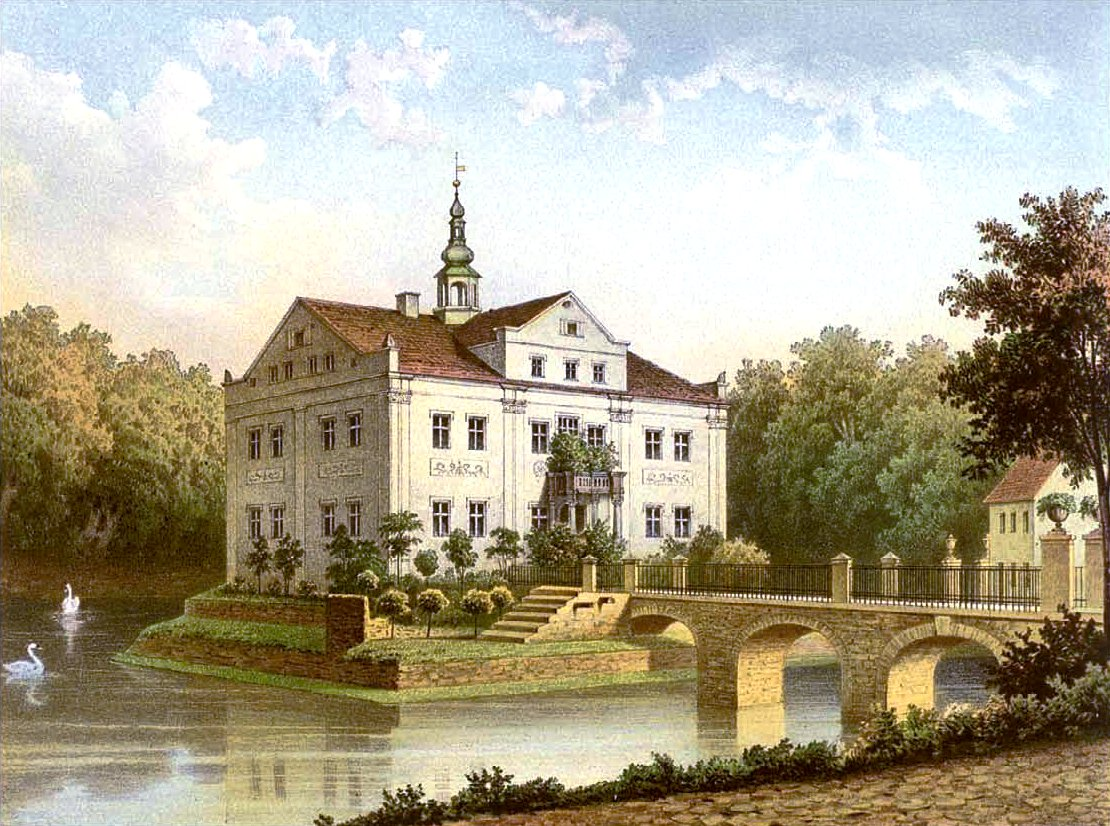
Schloss Rudelstadt, Sammlung Alexander Duncker

Ab 1797 ließ Karl Heinrich von Prittwitz das Schloss klassizistisch umgestalten. Über den barocken Putzfeldern wurde nun eine Fassadengliederung mit ionischen Kolossalpilastern mit aufstuckierten Akanthusranken und einem Palmettenfries angelegt. Im Jahr 1846 wurde eine doppelgeschossige hölzerne Loggia angebaut. Ab 1900 war das Schloss in Besitz von Friedrich Freiherr Senfft von Pilsach, ab 1917 in Besitz von Eduard von Eichborn.
Nachdem die Volksrepublik Polen die Region übernommen hatte, wurde im Schloss ein Waisenhaus, später eine Schule eingerichtet. In den 1990er Jahren verwahrloste der Bau, bis er ab 2010 restauriert wurde. Dabei wurden renaissancezeitliche Wandmalereien entdeckt. Der Park wurde seit 2010 z. T. neu angelegt.
Heute ist das Schloss in Privatbesitz, Schloss und Park können zu den Öffnungszeiten besichtigt werden.